# Johann Christian Hermann Gittermann
Johann Christian Hermann Gittermann (* 27. Juli 1768 in Dunum; † 20. Januar 1834 in Emden) war ein evangelisch-lutherischer Geistlicher, Schriftsteller, Kirchenlieddichter und Doktor der Philosophie. Er war der älteste Sohn von Johann Wilhelm Gittermann, Prediger zu Westeraccum († 1834), und dessen Frau Ida Marie Reuter.  Sein Bruder Rudolph Christoph Gittermann war Pfarrer in Eggelingen.

## Leben
Gittermann war ein aufgeweckter Junge und so bildete ihn sein Vater zunächst zu Hause aus und schickte ihn später auf die Lateinschule in Norden. Dort kümmerte sich der Rektor Joachim Gerhard Wiedeburg und später der Rektor Johann Friedrich Mayer um sein fortkommen. Im Jahr 1786 ging er an die Universität Halle, wo er bis 1788 Philosophie und Theologie studierte. Nach seinem erfolgreichen Studium musste er noch das Examen vor dem königlichen Konsistorium in Aurich bestehen. Er konnte mit großer Rednerkunst brillieren. Er bekam aber keine Pfarrstelle, sondern wurde Leiter (Präceptor) der Waisenhausschule in Esens. Dort hielt er den Elementarunterricht und am Sonntag auch die Abendgebetsstunden. Doch die Arbeit füllte ihn nicht aus. Da bot ihm die Gräfin von Üxküll-Gyllenband – Herrin von Dornum – im Herbst die Möglichkeit, Prediger in Resterhafe zu werden. Die kleine Gemeinde ermöglichte es ihm sich der Poesie zu widmen. 1794 sprach ihn der Graf von Wedel an und er wurde Prediger in Neustadtgödens. Hier konnte er seinen Ruf als Redner festigen. Selbst aus abgelegenen
Orten kam man, um ihn zu hören. Sein Ruf breitete sich bis nach Emden aus. So wurde ihm im Jahr 1807 die Stelle des zweiten Predigers in Emden angeboten. Da ihm auch Neustadtgödens zu klein geworden war, wechselte er nach Emden. Als 1809 Ostfriesland dem Königreich Holland zugeschlagen wurde, sollte auch das religiöse Leben neu geordnet werden. So wurden Gittermann und andere nach Amsterdam beordert. Er blieb dort drei Monate zu Verhandlungen. Die Regeln wurden noch vom König Ludwig bestätigt, aber mit Auflösung des Königreiches kamen die Regeln nicht mehr zur Ausführung. Einen Versuch aus Aurich, ihn 1812 abzuwerben, lehnte er ab.
Während der ganzen Zeit veröffentlichte er viele Publikationen. Dafür erhielt er 1818 von der philosophischen Fakultät der Universität Halle die Doktorwürde. 1825 erhielt er die Stelle des ersten Predigers in Emden. Im Herbst 1833 bekam er einen Bluthusten; trotz der Bemühungen der Ärzte starb er im Januar 1834.

## Werk
Viele seiner Schriften wurden veröffentlicht, darunter:
- Predigt zur Feier des Baseler Friedens, Aurich 1795
- Die beste Welt. Ein Gedicht in 4 Gesängen nach Mercier, Norden 1799
- Verse auf Sonn- und Feiertage, Norden 1799
- Die Hauptsumme aller Lehren, Predigt Norden 1801
- zwei romantische Erzählungen, Frankfurt am Main, 1802, Seume und Gittermann
- Romantische Erzählungen, Berlin 1803
- Religionsbuch für Kinder von 5 bis 6 Jahren, Bremen 1804
- Trauerrede über H.F. Rastede, Norden 1805
- Blumenstrauß, Norden 1809
- Anfangsgründe der holländischen Sprache für Deutsche, Hannover, 1810
- Gedichte, Münster 1812
- Ostfriesisches Taschenbuch zur Belehrung und Unterhaltung, (1813–1833), Emden, Norden
- Predigt zur Geburtsfeier des Königs von Preußen, Hannover 1814
- Religiöse Gedichte, Leipzig 1819, Digitalisat
- Hosianna, das Leben Jesu, Hannover 1821
- Grundzüge der Geographie von Ostfriesland, Emden 1822
- Hironimus von Alphens, kleine Gedichte Kinder, Emden 1832, Übersetzung aus dem Holländischen Digitalisat
- Christliche Lieder, Bremen 1833, Digitalisat

Daneben veröffentlichte er in zahlreichen Zeitschriften seiner Zeit. Er redigierte auch das ostfriesische Kirchengesangbuch.

## Familie
Gittermann heiratete im Jahr 1792 Meta Helena Gerdes (* 3. August 1770; † 17. April 1844) Tochter des Predigers von Etzel.
- Johann Wilhelm (*  3. Dezember 1792; † 12. März 1831)[1] Arzt und Schriftsteller ⚭ Magdalene Catharina Metger
- Katharina Henriette (* 26. Juli 1803; † 3. Januar 1891) ⚭ Wilke Apfeld (* 25. Januar 1802; † 11. Dezember 1884)
- Johann Jacob (* 4. Juni 1795; † 28. November 1797)
- Georg Eberhard (* 29. Juli 1797; † 4. August 1797)
- Ida Marie (* 25. September 1798)
- Johann Jacob (* 6. März 1801)
- Anna Helena (* 2. August 1806; † 6. August 1806)